# Agama límcová
Agama límcová (Chlamydosaurus kingii nebo kingi) je štíhlý, dlouhoocasý ještěr z čeledi agamovitých.

## Popis
Dorůstá délky 60–90 cm, z čehož tvoří 44 cm ocas. Váží okolo 500 gramů. Je nazvaný podle svého velkého varhánkovitého kožního límce, tvořeného z dlouhých chrupavek, který zastává jak funkci obrannou (pokud se cítí ohrožena, roztáhne límec, čímž se zdá větší, a výstražně prská), tak funkci vábící, kterou agama límcová využívá v období páření. V průměru tento límec může měřit až 26 cm a po provedení obranného manévru obvykle prchnou agamy do korun stromů, kde jsou se svým světle zeleným až tmavě hnědým zbarvením těla skvěle zamaskovány.

## Stanoviště
Obývá suché lesy a háje, ale v tropickém podnebném pásu obývá spíše otevřené vyprahlé planiny porostlé keři nebo nízkou trávou.

## Areál rozšíření
Nalézá se na území jižní Nové Guineji a severní a severovýchodní Austrálie. Mezi potravu, kterou loví na stromech, patří většinou malí členovci (většinou housenky a cikády), na zemi pak mravenci, termiti, pavouci nebo drobní obratlovci, např. jiné druhy menších ještěrů. Upadají do poloklidového stavu během období sucha, které trvá obvykle od dubna do srpna.

## Rozmnožování
Páření probíhá obvykle mezi zářím a říjnem, kdy samci přilákávají samice pomocí svých límců, které vznešeně roztahují, a o samice bojují, přičemž roztahují límce a koušou svého protivníka do těla. Samice klade do hnízda v období dešťů (listopad až únor) obvykle 8–23 vajec. Vejce se nacházejí v prohlubních, které bývají 5–20 cm pod zemí a obvykle ve slunných oblastech. Inkubace trvá zhruba dva až tři měsíce a pohlaví závisí částečně na teplotě, přičemž se v extrémních teplotách vyvíjí výhradně samice, ve středních teplotách (29–35 °C) se rodí zhruba stejné množství samců a samic.